# قطعنامه ۱۹۰۱ شورای امنیت
قطعنامه ۱۹۰۱ شورای امنیت سازمان ملل متحد که در تاریخ ۱۶ دسامبر ۲۰۰۹ تصویب شد، سندی بین‌المللی دربارهٔ دادگاه جنایی بین‌المللی برای رواندا است. این قطعنامه طی نشست ۶۲۴۳ام با ۱۵ رای موافق، ۰ مخالف و ۰ ممتنع تصویب شد.